# Dentobunus
Dentobunus is een geslacht van hooiwagens uit de familie Sclerosomatidae.
De wetenschappelijke naam Dentobunus is voor het eerst geldig gepubliceerd door Roewer in 1910. 

## Soorten
Dentobunus omvat de volgende 33 soorten:
- Dentobunus acuarius
- Dentobunus albiannulatus
- Dentobunus auratus
- Dentobunus aurolucens
- Dentobunus balicus
- Dentobunus basalis
- Dentobunus bicorniger
- Dentobunus bicoronatus
- Dentobunus bidentatus
- Dentobunus buruensis
- Dentobunus chaetopus
- Dentobunus cupreus
- Dentobunus dentatus
- Dentobunus distichus
- Dentobunus feuerborni
- Dentobunus imperator
- Dentobunus insignitus
- Dentobunus kraepelinii
- Dentobunus luteus
- Dentobunus magnificus
- Dentobunus pulcer
- Dentobunus punctipes
- Dentobunus quadridentatus
- Dentobunus quadrispinosus
- Dentobunus ramicornis
- Dentobunus renschi
- Dentobunus rufus
- Dentobunus selangoris
- Dentobunus siamensis
- Dentobunus tenuis
- Dentobunus unicolor
- Dentobunus waigeuensis

Zie ook de valse naam "Dentobunus albimaculatus" van een latere spelfout van Rowerer.